# Královnin náhrdelník
Královnin náhrdelník (1849–1850, Le Collier de la reine) je dobrodružný historický román francouzského spisovatele Alexandra Dumase staršího, který napsal ve spolupráci s Augustem Maquetem. Jde o druhou část autorova románového cyklu Paměti lékařovy (Mémoires ďun médecin), ve kterém je zachycena příprava a počáteční průběh Velké francouzské revoluce v letech 1770 až 1793.

## Obsah románu

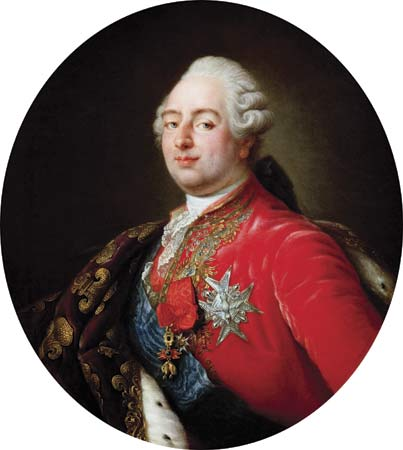
Ludvík XVI. roku 1786

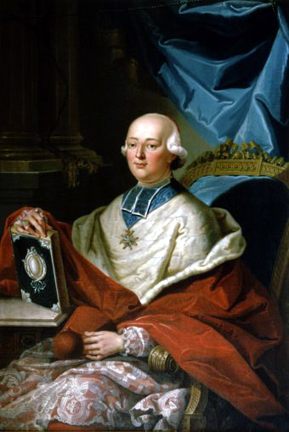
Karidnál Louis de Rohan

Román volně navazuje na přecházející část cyklu, na román Josef Balsamo (Joseph Balsamo). Odehrává se v letech 1784 až 1785 a Josef Balsamo, nyní již pod jménem Cagliostro, pokračuje v intrikách směřujících k rozvrácení francouzské monarchie. Povede se mu vyvolat obrovský skandál, který byl prvním krokem k rozpoutání Velké francouzské revoluce.
Cagliostro docílí toho, že na radu intrikánky Jeanne de la Motte z rodu Valois a na základě zfalšovaných dopisů od královny koupí kardinál Louis de Rohan pro Marii Antoinettu, kterou tajně miluje, vzácný náhrdelník, který původně nechal vyrobit Ludvík XV. pro Madame du Barry. Cagliostro dále objeví pouliční herečku a zpěvačku Olivu/Nicole, která se velmi podobá královně, a zařídí, aby se s kardinálem setkala a potvrdila mu, že náhrdelník opravdu chce. Jeanne pak kardinálovi sdělí, že mu královna na zaplacení náhrdelníku pošle do dvou měsíců peníze. Cagliostro kardinálovi dokonce věští, že se stane ministrem. Navíc se Cagliostro ukazuje s Olivou na veřejnosti, což velmi škodí královnině pověsti.
Náhrdelníku se nakonec zmocní Jeanne de la Motte, a když kardinál nemůže splácet své dluhy, dostane se celá věc na veřejnost. Kardinál de Rohan je obviněn z podvodu a po jeho výpovědi i Jeanne, která nestačila prchnout. Jsou postaveni před soud, ale nikdo nevěří, že by pracovali na vlastní pěst bez souhlasu královny, jejíž pověst je tak těžce otřesena. Před soudem stane i Cagliostro a jeho zásluhou jsou nakonec kardinál, Oliva i Cagliostro propuštěni. Jeanne je odsouzena ke zbičování a k vypálení potupného znamení.

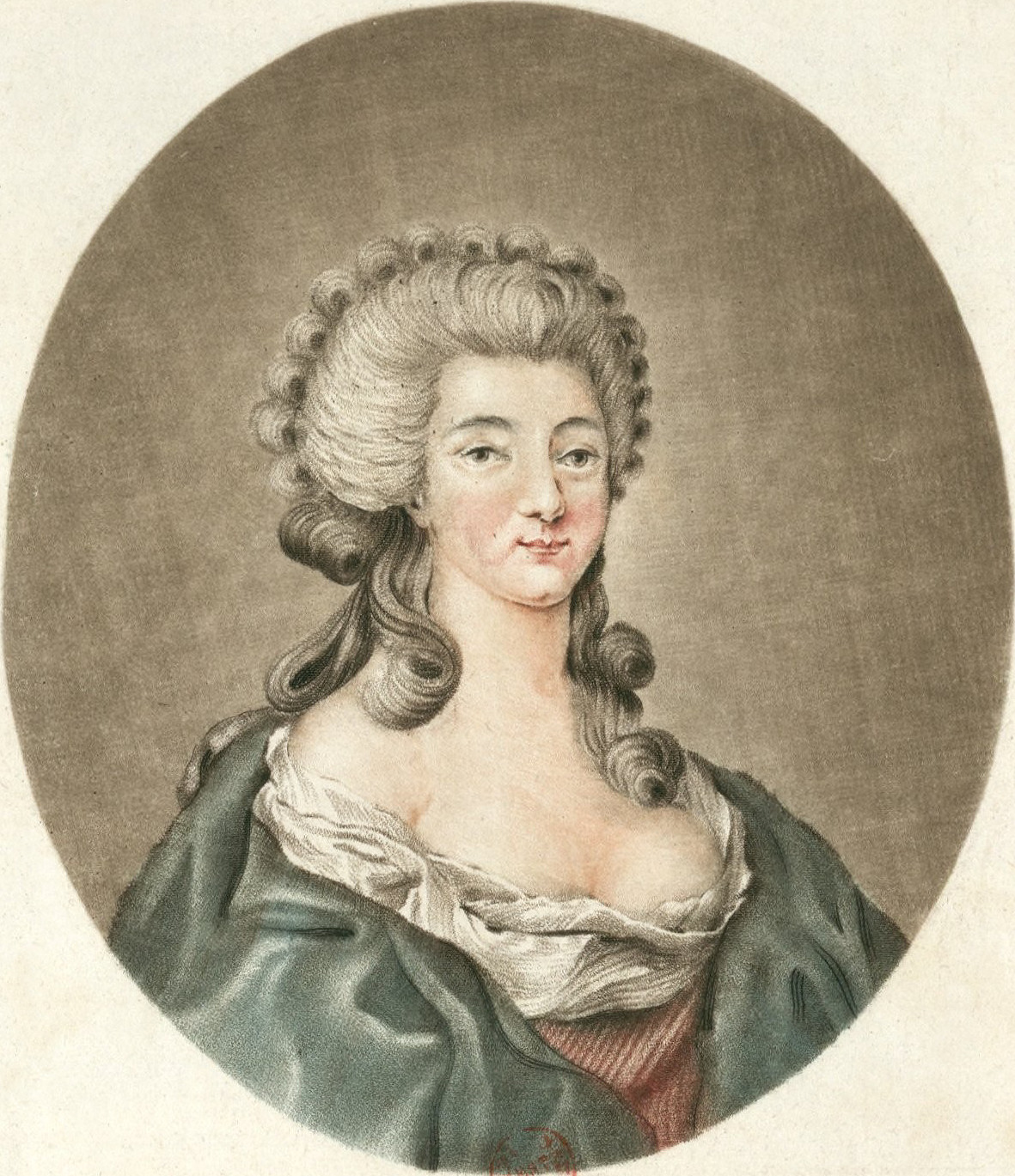
Jeanne de la Motte

Druhou dějovou linii románu tvoří další osudy Andrée de Taverney. Ta se zamiluje do mladého hraběte Oliviera de Charny, který však miluje královnu. Při jedné návštěvě poklekne a políbí královně nohu. V tom vejde král a královna, aby Charnyho zachránila, poví, že ji prosil o ruku Andrée. Andrée je šťastná a jede za bratrem Filipem, který mezitím opustil dvůr, aby mu tuto novinku sdělila. Přijede však i Charny a sdělí Filipovi, že si musí Andrée vzít, jinak že by byla pošpiněna čest královny. Filipův otec vše vyslechne, dostane infarkt a zemře. Také Andrée se vše dozví a zhroutí se. Ke svatbě ale skutečně dojde. Andrée tak obětovala pro královnu své štěstí, a muže, kterého milovala, nyní nenávidí.
V románě se objevuje také doktor Gilbert, což není nikdo jiný než mladík Gilbert z první části cyklu, který přežil střelu do hrudi od Filipa de Taverney a vystudoval v Americe lékařství.

## Filmové adaptace
- Collier de la reine (1909, Královnin náhrdelník), francouzský němý film, režie Etienne Arnaud a Louis Feuillade.
- L'affaire du collier de la reine (1912, Aféra královnina náhrdelníku), francouzský němý film, režie Camille de Morlhon.
- Le Collier de la reine  (1929, Královnin náhrdelník), francouzský film, režie Tony Lekain a Bašton Ravel.
- L’Affaire du collier de la reine (1946, Aféra královnina náhrdelníku), francouzský film, režie Marcel L'Herbier.
- The Affair of the Necklace (2001, Aféra s náhrdelníkem), americký film režie Charles Shyer.

## Česká vydání
- Královnin náhrdelník I.–III., Josef R. Vilímek, Praha 1912, přeložila M. Marešová, znovu 1924, 1929 a 1935.
- Královnin náhrdelník I.–III., Vladimír Orel, Praha 1929, přeložil Bedřich Vaníček.
- Královnin náhrdelník I.–III., Hennig Franzen, Praha 1929, přeložil Josef Menzel.
- Královnin Náhrdelník I.–III., Alois Neubert. Praha 1932, přeložil Josef Janský.
- Královnin náhrdelník I.–II., Svoboda, Praha 1970, přeložil Ladislav Jehlička, znovu 1991.